# Château du Plessis-Mareil
Pour les articles homonymes, voir Château du Plessis.
Le château du Plessis-Mareil est un château situé à Saint-Viaud, en France.

## Localisation
Le château est situé sur la commune de Saint-Viaud, dans le département de la Loire-Atlantique.

## Historique
Ancienne propriété de la famille de Mareil, puis de la famille de Carné au XVIIe siècle, le château appartient à la famille du Bot de Talhouët au moment la Révolution.
Le monument est inscrit au titre des monuments historiques en 1978.